# Hongarije op het Eurovisiesongfestival 2014

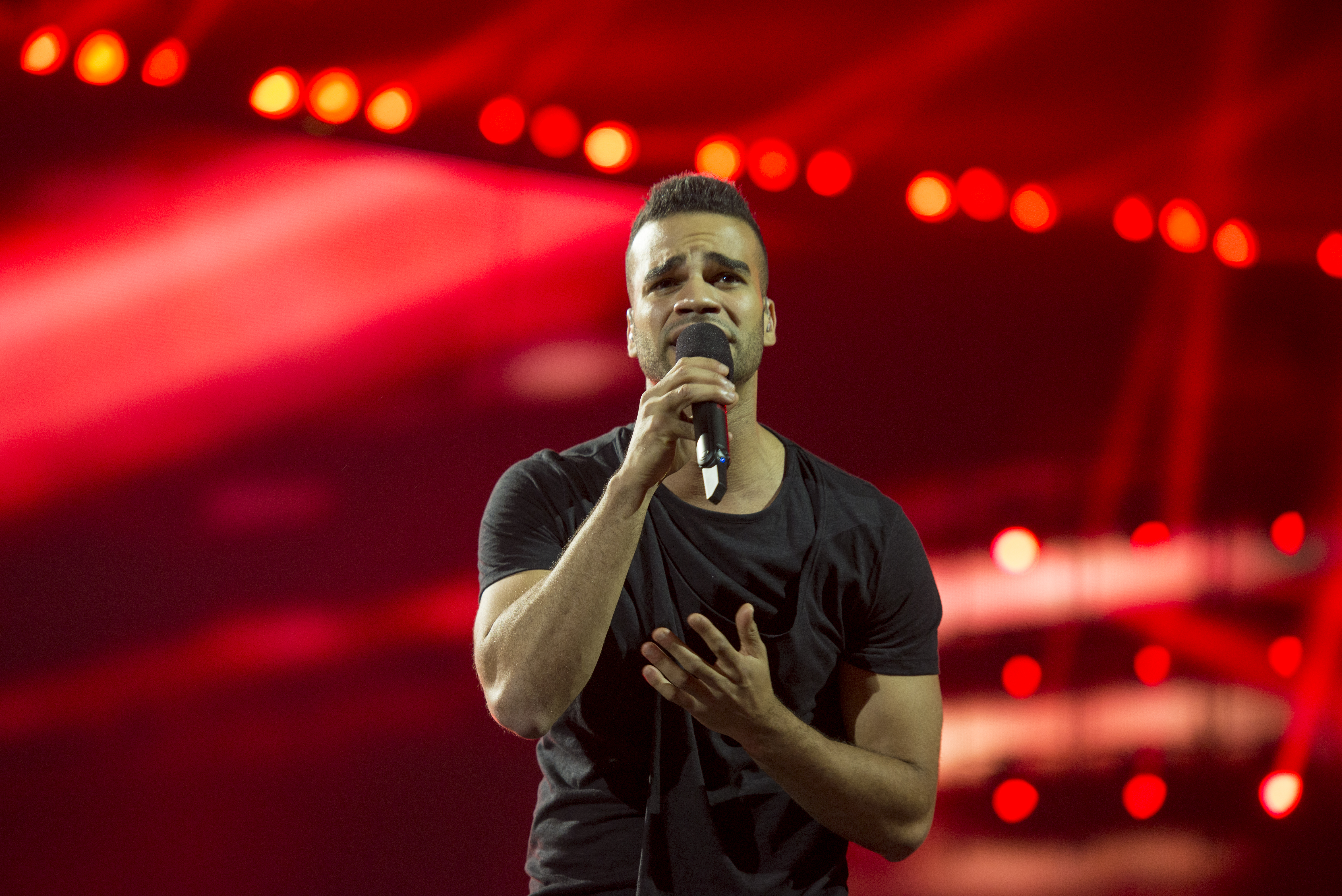
András Kállay-Saunders eindigde namens Hongarije op de vijfde plek in Kopenhagen

Hongarije nam deel aan het Eurovisiesongfestival 2014 in Kopenhagen, Denemarken. Het was de 12de deelname van het land op het Eurovisiesongfestival. MTV was verantwoordelijk voor de Hongaarse bijdrage voor de editie van 2014.

## Selectieprocedure
Op 10 oktober 2013 maakte de Hongaarse openbare omroep bekend te zullen deelnemen aan de komende editie van het Eurovisiesongfestival. Er werd gekozen om hetzelfde format als in 2012 en 2013 te gebruiken. Geïnteresseerden kregen tot 1 december 2013 de tijd om nummers in te zenden. Net als in 2013 mochten zowel Hongaren als buitenlanders deelnemen aan de nationale voorronde. De taalregel die bepaalde dat alle nummers in het Hongaars vertolkt moesten worden tijdens de nationale preselectie, werd evenwel afgeschaft. Deze keer mochten nummers zowel in het Hongaars en het Engels, als ook in dertien Hongaarse minderheidstalen vertolkt worden, zijnde Armeens, Bulgaars, Duits, Grieks, Kroatisch, Pools, Roemeens, Romani, Russisch, Servisch, Sloveens, Slowaaks en Oekraïens. MTV ontving uiteindelijk 435 inzendingen, een record. Hieruit selecteerde een tienkoppige vakjury vervolgens de dertig acts die mochten deelnemen aan A Dal 2014.
Dertig artiesten traden aldus aan in een van de drie voorrondes. Uit elke voorronde gingen er zes door naar de volgende ronde: de drie favorieten van de televoters en de drie favorieten van de vakjury. In de halve finales, waarin telkens negen artiesten aantraden, gingen telkens vier artiesten door: de top twee van de televoters en de top twee van de vakjury. In de finale koos de vakjury eerst vier superfinalisten. Daarna kreeg het publiek het laatste woord over wie Hongarije zou mogen vertegenwoordigen in Denemarken.
A Dal 2014 werd gepresenteerd door Éva Novodomszky en Gábor Gundel Takács, aangevuld met Levente Harsányi en Krisztina Rátonyi in de greenroom. De vakjury bestond uit Jenő Csiszár (presentator), Magdi Rúzsa (Hongaars vertegenwoordigster op het Eurovisiesongfestival 2007), Philip Rákay (directeur van MTV) en Kati Kovács (zangeres en actrice). Uiteindelijk wist András Kállay-Saunders de meeste televoters te overtuigen in de superfinale. Eerder was hij ook reeds de primus bij de vakjury. Hij mocht aldus Hongarije vertegenwoordigen op het Eurovisiesongfestival 2014, met het nummer Running.

## A Dal 2014

### Voorrondes
25 januari 2014
| Volgorde | Artiest       | Lied                |
| -------- | ------------- | ------------------- |
| 1        | Group'N'Swing | Retikül             |
| 2        | Laura Cserpes | Úgy szállj          |
| 3        | Lil C         | Break up            |
| 4        | Ibolya Oláh   | 1 percig sztár      |
| 5        | Extensive     | Help me             |
| 6        | Leslie Szabó  | Hogy segíthetnék    |
| 7        | Hien          | The way I do        |
| 8        | Depresszió    | Csak a zene         |
| 9        | Marge         | Morning light       |
| 10       | Viktor Király | Running out of time |

1 februari 2014
| Volgorde | Artiest                   | Lied               |
| -------- | ------------------------- | ------------------ |
| 1        | Heni Dér                  | Ég veled           |
| 2        | Belmondo                  | Miért ne higgyem?  |
| 3        | Joni                      | Waterfall          |
| 4        | 2Beat or Not 2Beat        | Meg akarom mondani |
| 5        | Bogi                      | We all             |
| 6        | Tamás Vastag              | Állj meg világ     |
| 7        | Böbe Szécsi & Saci Szécsi | Born to fly        |
| 8        | Lilla Polyák              | Karcolás           |
| 9        | Muzikfabrik               | This is my life    |
| 10       | András Kállay-Saunders    | Running            |

8 februari 2014
| Volgorde | Artiest          | Lied                 |
| -------- | ---------------- | -------------------- |
| 1        | Gigi Radics      | Catch me             |
| 2        | Fool Moon        | It can't be over     |
| 3        | Bálint Gájer     | Elmaradt pillanatok  |
| 4        | Gabi Knoll       | Sweet memories       |
| 5        | New Level Empire | The last one         |
| 6        | BülBüls          | Minden mosoly        |
| 7        | Linda Király     | Everything           |
| 8        | HoneyBeast       | A legnagyobb hős     |
| 9        | Dénes Pál        | Brave new world      |
| 10       | Mystery Gang     | Játssz még jazzgitár |

### Halve finales
15 februari 2014
| Volgorde | Artiest          | Lied                 |
| -------- | ---------------- | -------------------- |
| 1        | Mystery Gang     | Játssz még jazzgitár |
| 2        | Joni             | Waterfall            |
| 3        | Viktor Király    | Running out of time  |
| 4        | Group'N'Swing    | Retiküll             |
| 5        | Bogi             | We all               |
| 6        | Depresszió       | Csak a zene          |
| 7        | Leslie Szabó     | Hogy segíthetnék     |
| 8        | Gigi Radics      | Catch me             |
| 9        | New Level Empire | The last one         |

16 februari 2014
| Volgorde | Artiest                | Lied             |
| -------- | ---------------------- | ---------------- |
| 1        | Muzikfabrik            | This is my life  |
| 2        | Lilla Polyák           | Karcolás         |
| 3        | Dénes Pál              | Brave new world  |
| 4        | HoneyBeast             | A legnagyobb hős |
| 5        | Marge                  | Morning light    |
| 6        | András Kállay-Saunders | Running          |
| 7        | Ibolya Oláh            | 1 percig sztár   |
| 8        | Fool Moon              | It can't be over |
| 9        | Heni Dér               | Ég veled         |

### Finale
21 februari 2014
| Plaats | Artiest                | Lied                | Punten |
| ------ | ---------------------- | ------------------- | ------ |
| 1      | András Kállay-Saunders | Running             | 30     |
| 2      | Bogi                   | We all              | 26     |
| 3      | Fool Moon              | It can't be over    | 22     |
| 4      | Viktor Király          | Running out of time | 18     |
| 5      | New Level Empire       | The last one        | 12     |
| 6      | Dénes Pál              | Brave new world     | 4      |
| 7      | Depresszió             | Csak a zene         | 0      |
| 7      | HoneyBeast             | A legnagyobb hős    | 0      |

Superfinale
| Volgorde | Artiest                | Lied                |
| -------- | ---------------------- | ------------------- |
| 1        | Viktor Király          | Running out of time |
| 2        | Fool Moon              | It can't be over    |
| 3        | András Kállay-Saunders | Running             |
| 4        | Bogi                   | We all              |

## In Kopenhagen
Hongarije moest in Kopenhagen eerst aantreden in de eerste halve finale, op dinsdag 6 mei. András Kállay-Saunders trad als zestiende en laatste op, na Sergej Ćetković uit Montenegro. Bij het openen van de enveloppen bleek dat Hongarije zich had weten te plaatsen voor de finale. Na afloop van de finale werd duidelijk dat András Kállay-Saunders op de derde plaats was geëindigd in de eerste halve finale, met 127 punten. Hongarije kreeg het maximum van twaalf punten van België.
In de finale trad András Kállay-Saunders als 21ste van 26 acts aan, net na Sebalter uit Zwitserland en gevolgd door Firelight uit Malta. Aan het einde van de puntentelling stond Hongarije op de vijfde plaats, met 143 punten. Hongarije kreeg het maximum van de punten van Montenegro. Het was, na de vierde plaats van Friderika Bayer bij het debuut van Hongarije in 1994, de beste Hongaarse prestatie ooit op het Eurovisiesongfestival.

## Punten

### Punten gegeven aan Hongarije
| 12 punten | 10 punten                                          | 8 punten                                                             | 7 punten | 6 punten     |
| --------- | -------------------------------------------------- | -------------------------------------------------------------------- | -------- | ------------ |
| - België  | - Albanië - Portugal - Spanje - Zweden - Nederland | - Azerbeidzjan - Estland - IJsland - Rusland - San Marino - Oekraïne |          | - Denemarken |
| 5 punten  | 4 punten                                           | 3 punten                                                             | 2 punten | 1 punt       |
|           | - Moldavië                                         | - Frankrijk - Letland                                                |          | - Armenië    |

| 12 punten               | 10 punten                    | 8 punten                 | 7 punten                                                       | 6 punten                                     |
| ----------------------- | ---------------------------- | ------------------------ | -------------------------------------------------------------- | -------------------------------------------- |
| - Montenegro            | - Noord-Macedonië - Roemenië | - Albanië - Azerbeidzjan | - Oostenrijk - België - Estland - Israël - San Marino - Zweden | - Griekenland - IJsland - Portugal - Rusland |
| 5 punten                | 4 punten                     | 3 punten                 | 2 punten                                                       | 1 punt                                       |
| - Wit-Rusland - Finland | - Moldavië - Nederland       | - Denemarken - Oekraïne  | - Spanje                                                       | - Ierland - Letland - Zwitserland            |

### Punten gegeven door Hongarije

#### Eerste halve finale
Punten gegeven door Hongarije in de eerste halve finale
| Punten    | Land         |
| --------- | ------------ |
| 12 punten | Nederland    |
| 10 punten | Zweden       |
| 8 punten  | Armenië      |
| 7 punten  | San Marino   |
| 6 punten  | IJsland      |
| 5 punten  | Rusland      |
| 4 punten  | Montenegro   |
| 3 punten  | Oekraïne     |
| 2 punten  | Letland      |
| 1 punt    | Azerbeidzjan |

#### Finale
Punten gegeven door Hongarije in de finale
| Punten    | Land        |
| --------- | ----------- |
| 12 punten | Nederland   |
| 10 punten | Oostenrijk  |
| 8 punten  | Zweden      |
| 7 punten  | Armenië     |
| 6 punten  | Finland     |
| 5 punten  | IJsland     |
| 4 punten  | San Marino  |
| 3 punten  | Polen       |
| 2 punten  | Oekraïne    |
| 1 punt    | Zwitserland |